# Bronchite
La bronchite è una tra le più frequenti malattie dell'apparato respiratorio. 
Si tratta di un'infiammazione delle mucose dei bronchi.
Il termine "bronchite" indica due categorie, denominate rispettivamente bronchite acuta e bronchite cronica
Nel primo caso si ha generalmente a che fare con un episodio isolato, nel secondo con una sintomatologia che è presente per almeno tre mesi all'anno per almeno due anni.
Dal punto di vista clinico (segni e sintomi) la bronchite acuta è caratterizzata da tosse, con o senza produzione di espettorato. Un episodio di bronchite acuta si verifica spesso durante il corso di una malattia virale acuta, come ad esempio il comune raffreddore o l'influenza. I virus sono la causa di circa il 90% dei casi di bronchite acuta, mentre i batteri causano solo il 10% circa di tutti gli episodi.
La bronchite cronica, un tipo di broncopneumopatia cronica ostruttiva è caratterizzata, dalla presenza di una tosse produttiva che dura per almeno tre mesi all'anno e per un periodo di almeno due anni. La bronchite cronica di solito si sviluppa a causa di stimoli lesivi ricorrenti a carico delle vie respiratorie, ed è causata da sostanze irritanti che in genere vengono inalate. Il fumo di sigaretta è certamente la causa più comune, seguito dall'esposizione agli inquinanti atmosferici come l'anidride solforosa e il biossido di azoto. Pertanto, gli individui esposti al fumo di sigaretta, sostanze chimiche irritanti i polmoni, oppure immunocompromessi per qualsiasi motivo, hanno un rischio maggiore di sviluppare la bronchite.

## Epidemiologia e storia
Si stima che nel 2009 circa 10 milioni di americani abbiano ricevuto una diagnosi di bronchite cronica da un medico. L'incidenza appare più elevata nella popolazione di età compresa tra i 18 ed i 44 anni. Nelle donne l'incidenza di bronchite cronica sembra essere circa doppia rispetto ai soggetti di sesso maschile.
Il medico inglese dottor Charles Badham fu il primo medico a distinguere la bronchite da altri disturbi respiratori. Il termine fu coniato nel 1808 ed appare in un famoso saggio nel quale il medico, usando il termine bronchite, ne distingueva tre forme: l'acuta, l'astenica e la cronica. Prima che il dottor Badham facesse questa distinzione venivano avanzate molte ipotesi per spiegare questo tipo di malattia polmonare, ricorrendo a concetti propri dell'Ayurveda, dell'antica medicina greca e della medicina tradizionale cinese.
La maggior parte di queste ipotesi era incentrata sul presupposto che le malattie respiratorie fossero il risultato di uno squilibrio di alcune forze fondamentali come, ad esempio, i Qi (il principio attivo che, secondo la tradizione culturale cinese, è proprio di ogni essere vivente) oppure i famosi quattro umori teorizzati da Ippocrate di Coo.

Nel passato si è fatto ricorso a numerosi trattamenti per curare le malattie respiratorie, e molti di questi erano spesso estranei alle ipotesi prevalenti in ambito medico. Tra i trattamenti adottati si ricordano: incenso, droghe, spezie, erbe, alcuni cibi, espettoranti, e naturalmente il salasso (una pratica medica diffusa dall'antichità fino alla fine del diciannovesimo secolo, ritenuta una sorta di panacea contro moltissimi disturbi).
Gli approcci moderni di tipo farmaceutico per il trattamento della bronchite hanno conosciuto un notevole impulso a partire dal XX secolo. In questo periodo furono scoperti tutta una serie di composti farmacologicamente attivi che hanno dimostrato di avere proprietà broncodilatatrici. La maggior parte di questi composti è stata isolata partendo da precedenti terapie tradizionali. Tra gli agenti isolati sono degni di menzione i farmaci adrenergici, come l'adrenalina e l'efedrina, alcuni agenti anticolinergici come l'atropina e la scopolamina, l'espettorante acetilcisteina, e la teofillina.

## Eziologia
- La bronchite acuta è spesso causata da virus che infettano l'epitelio dei bronchi, con conseguente infiammazione e aumento della secrezione di muco.[8] La bronchite acuta spesso si sviluppa nel corso di un'infezione delle vie respiratorie superiori, come ad esempio il comune raffreddore o l'influenza.[2][8][9]

Circa il 90% dei casi di bronchite acuta sono causati da virus, tra cui rhinovirus, coronavirus, adenovirus, virus parainfluenzali, metapneumovirus, virus respiratorio sinciziale e virus influenzale. Alcuni virus, come rinovirus e coronavirus, sono anche noti per causare riacutizzazioni di bronchite cronica.
I batteri, tra cui Mycoplasma pneumoniae, Chlamydophila pneumoniae, Bordetella pertussis, Streptococcus pneumoniae e Haemophilus influenzae, rappresentano circa il 10% dei casi.
- La maggior parte dei casi di bronchite cronica sono causati dal fumo di sigarette o di tabacco in altre forme.[3][12][13]

Inoltre, l'inalazione cronica di inquinanti dell'aria o fumi irritanti o polveri presenti in ambienti occupazionali (miniere di carbone, fabbriche tessili, silos e movimentazione di grano, allevamenti, stampaggio di metalli) può essere un ulteriore fattore di rischio per lo sviluppo di bronchite cronica.
La bronchite batterica protratta di solito è causata da Streptococcus pneumoniae, Haemophilus influenzae oppure Moraxella catarrhalis.

## Patogenesi

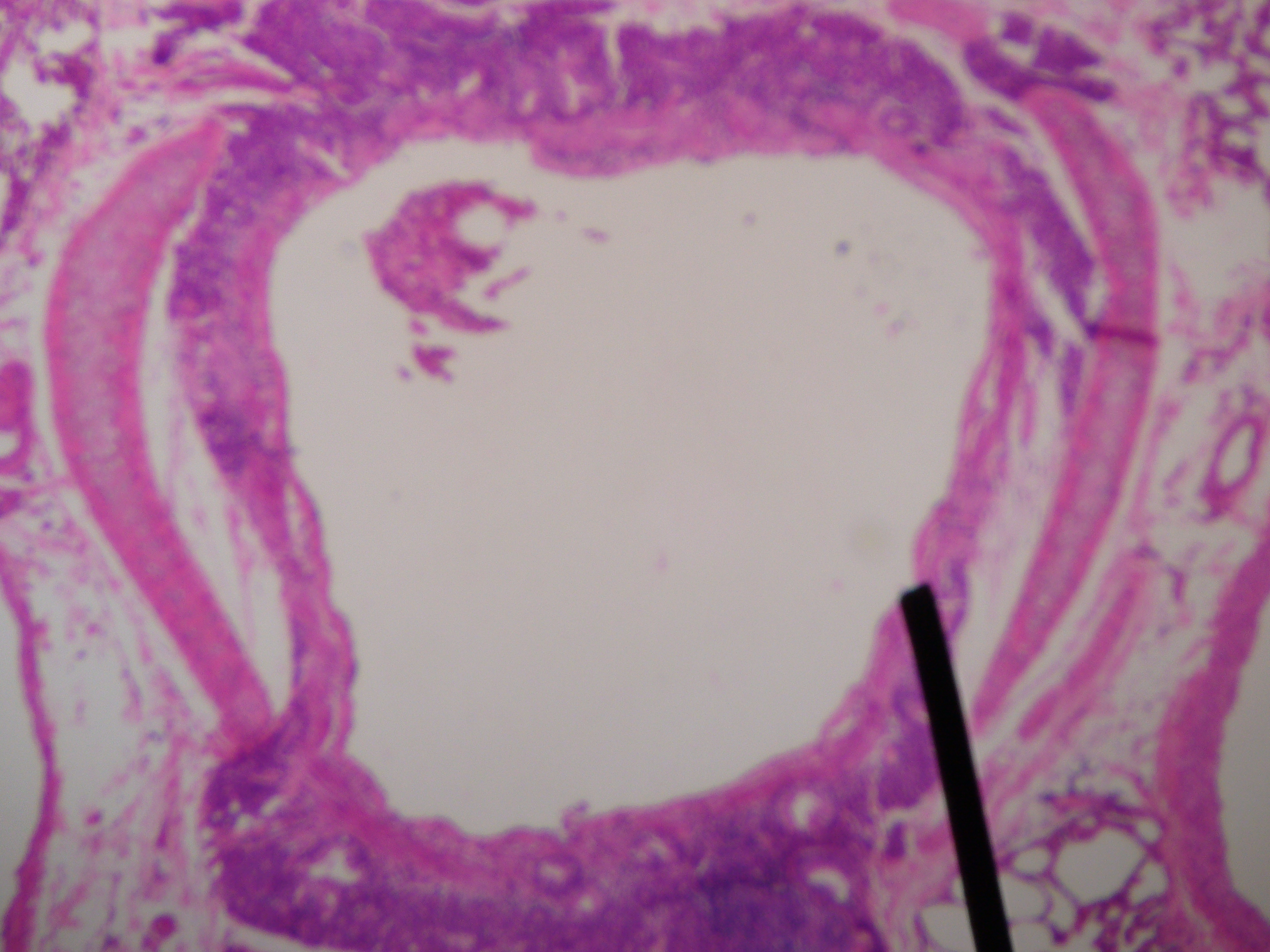
L'epitelio bronchiale a livello della seconda diramazione.

La bronchite cronica è causata da lesioni ricorrenti o irritazione a carico dell'epitelio respiratorio dei bronchi. Ne consegue infiammazione cronica caratterizzata da infiltrazione di cellule T CD8+, macrofagi e neutrofili, edema (gonfiore) e ispessimento fibrotico delle pareti bronchiali con restringimento del lume. L'aumentato numero di cellule che producono muco nei bronchi e bronchioli e l'ampliamento delle ghiandole tracheali muco secernenti comporta un importante incremento della secrezione di muco. La resistenza al flusso d'aria caratteristica della bronchite cronica è dovuta principalmente alla metaplasia delle cellule caliciformi che a sua volta determina il formarsi di tappi di muco nei bronchioli con concomitante infiammazione e fibrosi bronchiolare.

## Clinica
- La bronchite acuta è un'infezione auto-limitata del tratto respiratorio inferiore che causa un'infiammazione dei bronchi. Questa patologia è una malattia acuta che dura meno di tre settimane e che è dominata dalla tosse, quale sintomo principale, e da almeno un altro sintomo a carico delle vie aeree inferiori, come il respiro sibilante, la produzione di espettorato, oppure il dolore al petto.[10][22]
- La bronchite cronica, un tipo di broncopneumopatia cronica ostruttiva, viene invece definita da una tosse produttiva che dura più di tre mesi all'anno per almeno due anni in assenza di altre patologie.[3]

La bronchite batterica protratta è definita come una tosse cronica produttiva con un lavaggio broncoalveolare positivo, che si risolve a seguito di un trattamento antibiotico.

### Segni e sintomi
La tosse è un sintomo comune della bronchite acuta e si sviluppa nel tentativo di espellere il muco in eccesso dai polmoni. Altri sintomi comuni della bronchite acuta sono: mal di gola, mancanza di respiro, stanchezza, tachicardia, naso che cola, congestione nasale (rinite), febbre, pleurite, dolori articolari e produzione di espettorato.
I sintomi della bronchite cronica possono includere dispnea, affanno, soprattutto dopo uno sforzo e una bassa saturazione d'ossigeno. La tosse è spesso peggiore subito dopo il risveglio e l'espettorato emesso dal paziente può avere un colore giallastro o verde e, talvolta, può essere striato di macchie di sangue.

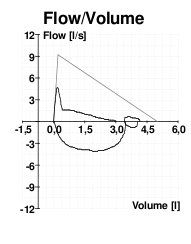
Una curva flusso-volume nel corso di un test spirometrico in un paziente affetto da bronchite cronica di tipo ostruttivo.

### Esami di laboratorio e strumentali
La bronchite può essere diagnosticata da un medico durante un esame fisico completo.
In genere gli individui affetti da bronchite riferiscono sintomi e presentano segni non specifici. Per tale motivo nel corso del processo diagnostico può essere necessario ricorrere a esami e test, quali la radiografia del torace (spesso necessaria per escludere una polmonite), un esame colturale dell'espettorato (per escludere la pertosse oppure altre infezioni batteriche delle vie respiratorie), o ancora un test di funzionalità polmonare comprendente una spirometria (per escludere l'asma o l'enfisema polmonare).
Gli individui con un disturbo polmonare cronico di tipo ostruttivo, come la bronchite, alla esecuzione di un test di funzionalità polmonare possono presentare una diminuzione del FEV1 e del rapporto FEV1/FVC.

A differenza di altri comuni disturbi ostruttivi, quali ad esempio l'asma o l'enfisema, la bronchite raramente causa un importante aumento del volume residuo (il volume residuo è la quantità d'aria che rimane nei polmoni dopo uno sforzo espiratorio massimale).

## Trattamento
Il trattamento della bronchite acuta è principalmente sintomatico. Farmaci antinfiammatori non-steroidei (FANS) possono essere utilizzati per trattare la febbre e il mal di gola. Si tenga comunque presente che, anche senza alcun trattamento, la maggior parte dei casi di bronchite acuta si risolve rapidamente.
Nella maggior parte dei casi (90% circa) la bronchite acuta è causata da virus. Per questo motivo un trattamento antibiotico non può essere raccomandato, in quanto inutile ed inefficace (gli antibiotici agiscono solo contro i batteri).
Inoltre ricorrere a un trattamento antibiotico nei casi di bronchite a eziologia virale promuove lo sviluppo di resistenza batterica contro gli antibiotici, il che può risultare pericoloso e, potenzialmente, comportare una maggiore morbilità e mortalità.
Tuttavia, anche nel caso si sospetti una bronchite virale, in alcuni casi selezionati dal medico, gli antibiotici possono trovare comunque indicazione, in genere al fine di evitare l'insorgenza di infezioni batteriche secondarie.
L'evidenza suggerisce che il declino della funzione polmonare osservabile nei soggetti affetti da bronchite cronica può essere rallentata con la cessazione del fumo di sigaretta.
Il trattamento della bronchite cronica è sintomatico e può richiedere l'impiego di agenti terapeutici sia farmacologici che non farmacologici. I tipici approcci non farmacologici per la gestione della broncopneumopatia cronica ostruttiva (BPCO), e fra questi la bronchite cronica, possono includere: la riabilitazione polmonare, la chirurgica per la riduzione del volume polmonare e il trapianto polmonare.
L'infiammazione e l'edema dell'epitelio respiratorio possono essere ridotti coi farmaci corticosteroidi per via inalatoria.
Il respiro sibilante e la difficoltà respiratoria possono essere trattate riducendo il broncospasmo (cioè lo spasmo, reversibile, che interessa i piccoli bronchi e che è secondario alla costrizione del muscolo liscio). Il broncospasmo viene trattato con broncodilatatori a lunga durata d'azione, per via inalatoria. Questi broncodilatatori sono farmaci agonisti del recettore β2-adrenergico (ad esempio il salmeterolo) oppure farmaci ad azione anticolinergica, assunti sempre per via inalatoria, quali l'ipratropio bromuro o il tiotropio bromuro.
I farmaci mucolitici (conosciuti anche come espettoranti) possono avere un piccolo effetto terapeutico sulla riacutizzazione della bronchite cronica.
L'ossigenoterapia è utilizzata per trattare l'ipossiemia (una situazione caratterizzata da una bassa ossigenazione del sangue) e ha dimostrato di ridurre la mortalità nei pazienti affetti da bronchite cronica. Si deve tenere presente che l'ossigenoterapia (supplementi di ossigeno per un certo numero di ore nel corso della giornata) può portare alla riduzione dello stimolo respiratorio, con conseguente aumento dei livelli ematici di anidride carbonica (ipercapnia) e acidosi respiratoria secondaria.